# Тунел Созина
Тунел Созина је аутомобилски тунел у Црној Гори, и дио је Европских путева Е65 и Е80. Налази се сјеверно  од Сутомора, а пројектован је да заобиђе Паштровску гору, која раздваја Црногорско приморје од Зетске равнице и Скадарског језера.
Тунел Созина је дугачак 4.189 метара, а најдужи и најмодернији аутомобилски тунел у Црној Гори. Међутим, то није најдужи тунел у Црној Гори пошто је жељезнички тунел Созина дуг 6 km. Тунел је отворен 13. јула 2005, на национални празник Црне Горе. Цена изградње је износила 70 милиона евра. Од 15. јула 2005, путарина се наплаћује на улазу у тунел. Овај тунел је један од два дјела црногорске путне мреже гдје се прикупља путарина.
Тунел Созина скраћује путовање од Подгорице до Бара, главне црногорске луке за неких 25 km. Путовање између два града сада траје око сат времена.